# Supershit 666
Supershit $ 666 ou Supershit 666 foram um supergrupo constituído por Ginger do The Wildhearts nos vocais, Nicke Andersson do The Hellacopters na bateria, Dregen do Backyard Babies na guitarra, e um produtor sueco Thomas Skogsberg no baixo.
A única gravação da Supershit 666 foi um basico EP, com selo da gravadora Inferno, lançado em 1999. Eles nunca desempenharam qualquer show, e um mínimo de ensaio e tempo de gravação foi utilizado para a gravação.
Embora tanto a Ginger e Dregen tem repetidamente dito em entrevistas que gostariam de gravar e talvez fazer uma turnê com a banda Supershit 666 novamente, devido à ética e horários de todos os artistas envolvidos não puderam firmar planos com essa banda.

## E.P. Tracklisting
- Wire Out
- Fast One
- Dangermind
- You Smell Canadian
- Star War Jr.
- Crank It Up -  que era uma versão cover de uma canção de 1980 metal outfit O Rods.

A E.P. teve um rápido e sujo rock n roll. Som semelhante ao The Hellacopters'. Similarmente intitulado «Supershitty ao máximo»